# IC 5280
IC 5280 ist eine Spiralgalaxie vom Hubble-Typ Sab im Sternbild Tukan am Südsternhimmel. Sie ist schätzungsweise 369 Millionen Lichtjahre von der Milchstraße entfernt und hat einen Durchmesser von etwa 155.000 Lichtjahren.

Im selben Himmelsareal befindet sich u. a. die Galaxie IC 5277.
Das Objekt wurde am 29. August 1900 von DeLisle Stewart entdeckt.